# ミルクイ
ミルクイ（海松食、水松食、学名 Tresus keenae）は、二枚貝綱バカガイ科の1種。ミルガイ（海松貝、水松貝）、あるいはミルクイガイ（海松食貝）とも呼ばれる。季語、三冬。

## 形態
殻長15cmほどの大きな二枚貝で、殻表は黄褐色の殻皮で覆われる。体の後ろにある水管が大きく発達しているのが特徴で、水管を殻の中にひっこめることはできない。
水管は黒い皮に覆われており、海藻のミルが生えることもある。この状態で水管を縮めると、「ミルを食べている」ように見えることからミルクイの名がついた。なお、密生した海藻がまるで松葉が集まったように見えるために「海松」とも書かれるが、ミルばかりが水管に生えるわけではない。

## 生態
浅瀬の砂泥底に、深い穴を掘って暮らす。日本全国に分布し、主に瀬戸内海や三河湾、東京湾などの内湾の砂泥底に生息する。水中のプランクトンや泥の中の有機物を食べる。天敵はカニやヒトデ、魚類など。寿命は不明だが、山口県水産振興課によれば10 - 15年以上生きる個体がいると推定される。

## 食用利用
大きな水管を食用にし、刺身や寿司ネタ、塩焼きなどにされる。その他の部位は捨てられるが、食べられないわけではない。日本産のミルクイは減少し、今や高級食材の一つとなっている。一般に流通しているミルクイのほとんどは中国産や韓国産である。

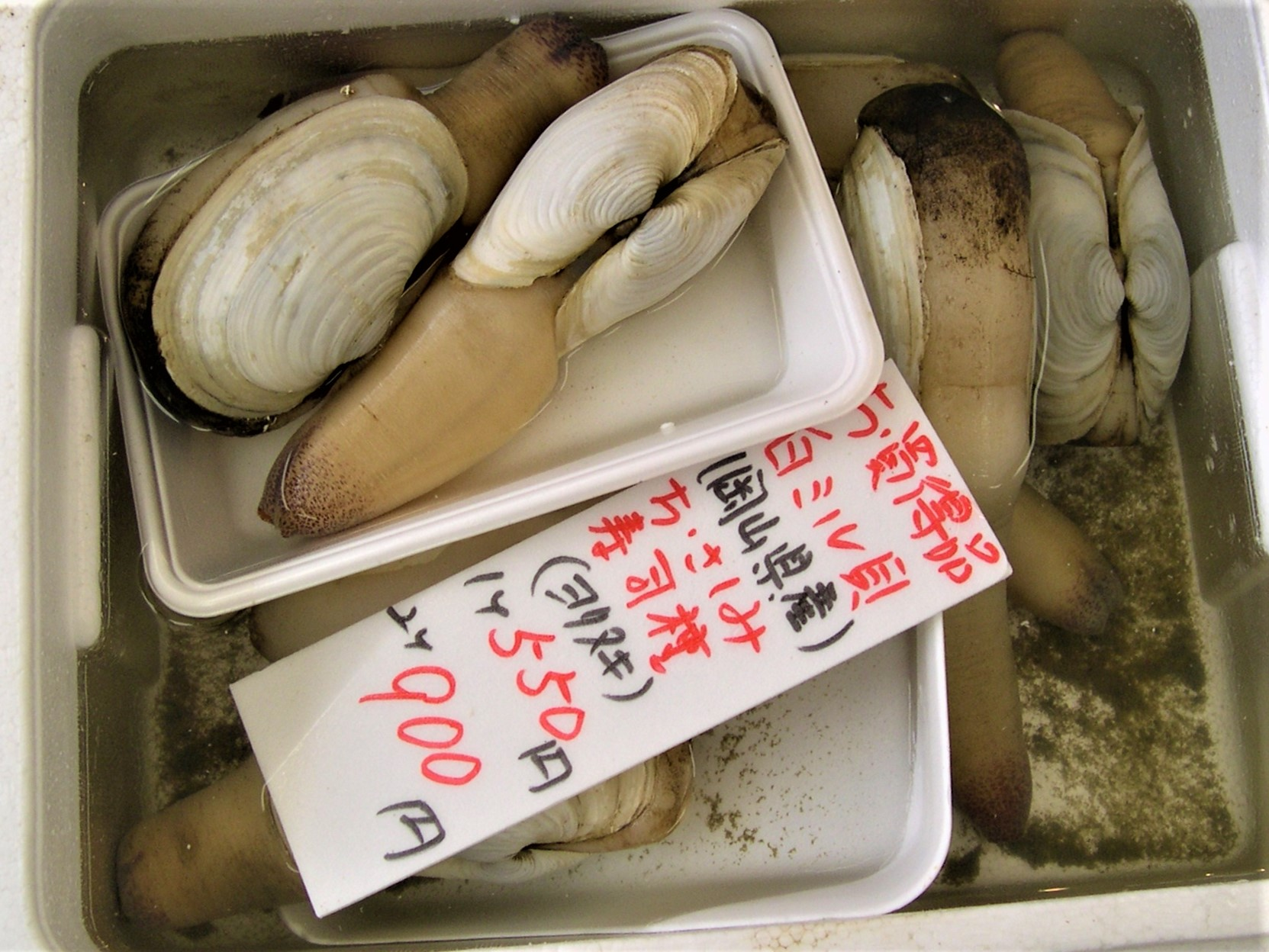
白みる（ナミガイ）

ミルクイの代用食材として利用される種に、通称「白みる（白ミル）」のナミガイ Panopea japonica (A.Adams, 1850) やアメリカナミガイ Panopea generosa がいる（いずれも別上科のキヌマトイガイ上科キヌマトイガイ科）。ナミガイは千葉県の東京湾や兵庫県の播磨灘や山口県の周防灘や愛知県の三河湾などが主産地で殻付きの活きたものが売られ、アメリカナミガイはカナダなどからの輸入品が回転寿司などの「みる貝」によく利用される。ミルクイはこれら白みる貝と区別する意味で「本ミル」（稀に「黒ミル」）と呼ばれるが、少なくとも20世紀末以降の流通量はナミガイ類（白みる）の方が圧倒的に多い。とは言え、代用品とされる白みる類も大変美味な貝類である。